# Hantkenina
Hantkenina es un género de foraminífero planctónico de la familia Hantkeninidae, de la Superfamilia Hantkeninoidea, del Suborden Globigerinina y del Orden Globigerinida. Su especie-tipo es Hantkenina alabamensis. Su rango cronoestratigráfico abarca desde el Luteciense hasta el Bartoniense (Eoceno medio).

## Descripción
Hantkenina incluía especies con conchas planiespiraladas, involuta, de forma biumbilicada biconvexa a estrellada; sus cámaras eran subglobulares a ovoidales, con una tubuloespina gruesa con terminación punteaguda y que parte desde la parte anterior de cada cámara; las tubuloespinas estaban huecas, presentaban un diminuto poro distal y podían tener una ornamentación de estrías helicoidales; sus suturas intercamerales eran incididas y rectas; su contorno ecuatorial era lobulado, típicamente estrellado por las tubuloespinas; su periferia era redondeada a subaguda, pero nunca desarrolla carena; el ombligo era moderamente amplio; su abertura principal era interiomarginal, ecuatorial, con forma de arco bajo y protegida por un pórtico con dos amplios rebordes o solapas laterales; pueden conservarse relictas las aberturas de las cámaras precedentes; presentaban pared calcítica hialina, perforada con poros cilíndricos y superficie lisa o puntuada, a veces pustulada en el área umbilical.

## Discusión
Han sido reconocidos varios estadios evolutivos de Hantkenina, los cuales ha permitido definir varios subgéneros o géneros: Applinella, Aragonella, Cribrohantkenina, Hantkeninella y Sporohantkenina. No obstante, la mayor parte de ellos fueron considerados sinónimos posteriores de Hantkenina o sinónimos entre sí.

## Paleoecología
Hantkenina incluía especies con un modo de vida planctónico, de distribución latitudinal cosmopolita, preferentemente tropical-subtropical, y habitantes pelágicos de aguas profundas (medio mesopelágico inferior a batipelágico superior).

## Clasificación
Hantkenina incluye a las siguientes especies:
- Hantkenina alabamensis †
  - Hantkenina alabamensis primitiva †
- Hantkenina australis †
- Hantkenina brevispina †
- Hantkenina dumblei †
- Hantkenina liebusi †
- Hantkenina longispina †
- Hantkenina mexicana †
  - Hantkenina mexicana var. aragonensis †
- Hantkenina nanggulanensis †
- Hantkenina nutalli †
- Hantkenina primitiva †

Otras especies consideradas en Hantkenina son:
- Hantkenina aragonensis †
- Hantkenina compressa †
- Hantkenina danvillensis †
- Hantkenina gohrbandti †
- Hantkenina inflata †
- Hantkenina lehneri †
- Hantkenina mccordi †
- Hantkenina multispinata †
- Hantkenina singanoae †
- Hantkenina suprasuturalis †
- Hantkenina thalmanni †
- Hantkenina trinidadensis †

En Hantkenina se ha considerado el siguiente subgénero:
- Hantkenina (Applinella), aceptado como género Applinella
- Hantkenina (Aragonella), aceptado como género Aragonella
- Hantkenina (Bolliella), aceptado como género Bolliella
- Hantkenina (Cribrohantkenina), aceptado como género Cribrohantkenina
- Hantkenina (Hantkeninella), aceptado como género Hantkeninella
- Hantkenina (Spirohantkenina), aceptado como género Spirohantkenina